# Chrysoma
Chrysoma é um género botânico pertencente à família Asteraceae.